# ملعب جوزيه ألفالادي (1956)
ملعب جوزيه ألفالادي هو ملعب كرة قدم متعدد الأغراض يقع في لشبونة، البرتغال، يتسع لـ 60000 متفرج. بدأ بناؤه في 1956 وافتتح في 10 يونيو 1956. تم إغلاقه في 2003 بعد أن بُني ملعب جوزيه ألفالادي الجديد الحالي.